# Liste der Baudenkmäler in Bissingen (Bayern)
Auf dieser Seite sind die Baudenkmäler in dem schwäbischen Markt Bissingen zusammengestellt. Diese Tabelle ist eine Teilliste der Liste der Baudenkmäler in Bayern. Grundlage ist die Bayerische Denkmalliste, die auf Basis des Bayerischen Denkmalschutzgesetzes vom 1. Oktober 1973 erstmals erstellt wurde und seither durch das Bayerische Landesamt für Denkmalpflege geführt wird. Die folgenden Angaben ersetzen nicht die rechtsverbindliche Auskunft der Denkmalschutzbehörde.

## Baudenkmäler nach Ortsteilen

### Bissingen
| Lage                                                                      | Objekt                                      | Beschreibung | Akten-Nr.              | Bild           |
| ------------------------------------------------------------------------- | ------------------------------------------- | --- | ---------------------- | -------------- |
| Am Bräuberg 3 (Standort)                                                  | Ehemaliges Wirtschaftsgebäude des Schlosses | Walmdachbau in gestreckter Hufeisenform, 18. Jahrhundert, teilweise verändert. | D-7-73-117-47 Wikidata | BW             |
| Am Hofgarten 3; Am Hofgarten 4; Am Hofgarten 7; Am Hofgarten 6 (Standort) | Ehemaliges Schloss Bissingen                | dreigeschossiger Satteldachbau mit Ecktürmen und Stufengiebel, um 1600; Torbau mit Ecktürmen, wohl gleichzeitig; Südwest-Eckturm, dreigeschossiger Turm mit Zeltdach; Stallung, Halbwalmdachbau; nördlicher Eckturm mit Zeltdach; Rest eines runden Eckerkers auf profilierter Kegelkonsole, an nordöstlicher Mauer; Ummauerung, alles wohl 16./17. Jahrhundert. | D-7-73-117-2 Wikidata  | weitere Bilder |
| Marktstraße 19, 21 (Standort)                                             | Ehemalige Apotheke                          | dreigeschossiger Giebelbau, wohl 17. Jahrhundert | D-7-73-117-3 Wikidata  | BW             |
| Marktstraße 40 (Standort)                                                 | Katholische Friedhofskapelle St. Lazarus    | 1. Hälfte 17. Jahrhundert; mit Ausstattung, Friedhof mit Grabdenkmälern des 18./19. Jahrhunderts; Ummauerung des 17./18. Jahrhunderts. | D-7-73-117-6 Wikidata  | weitere Bilder |
| Premauerstraße 21 (Standort)                                              | Katholische Pfarrkirche St. Peter und Paul  | einschiffiger Bau mit Flachdecke und eingezogenem Chor, Turm 1718/19, 1860 von Georg von Stengel (1814–1882); mit Ausstattung. | D-7-73-117-7           | weitere Bilder |
| Premauerstraße 23 (Standort)                                              | Pfarrhaus, ehemaliges Deutschordenshaus     | zweigeschossiger Satteldachbau mit geschweiftem Volutengiebel, 1684 erbaut von Georg Danner; Gartenmauer mit eingelassenem Wappen, wohl 17. Jahrhundert. | D-7-73-117-8 Wikidata  | weitere Bilder |

### Buggenhofen
| Lage                      | Objekt                                         | Beschreibung | Akten-Nr.              | Bild                 |
| ------------------------- | ---------------------------------------------- | --- | ---------------------- | -------------------- |
| Buggenhofen 3 (Standort)  | Ehemaliges Pfarrhaus                           | zweigeschossiger Sattel- bzw. Halbwalmdachbau mit profiliertem Traufgesims, Ende 18. Jahrhundert | D-7-73-117-12 Wikidata | Ehemaliges Pfarrhaus |
| Buggenhofen 12 (Standort) | Katholische Wallfahrtskirche Mariä Himmelfahrt | tonnengewölbter Saalbau mit eingezogenem Chor und Querarmen, im Kern spätgotischer Bau von 1471–87, Überarbeitung 1678–80 von Georg Danner, Turm spätgotisch mit barockem, oktogonalem Aufbau, 1702/03 unter Anton Alberthal, 1768–70 Umgestaltung des Inneren; mit Ausstattung. | D-7-73-117-11 Wikidata | weitere Bilder       |

### Burgmagerbein
| Lage                       | Objekt                            | Beschreibung                     | Akten-Nr.     | Bild |
| -------------------------- | --------------------------------- | -------------------------------- | ------------- | ---- |
| Burgmagerbein 4 (Standort) | Katholische Kapelle St. Margareta | 19. Jahrhundert; mit Ausstattung | D-7-73-117-13 | BW   |

### Diemantstein
| Lage                       | Objekt                              | Beschreibung                                                                  | Akten-Nr.              | Bild           |
| -------------------------- | ----------------------------------- | ----------------------------------------------------------------------------- | ---------------------- | -------------- |
| Diemantstein 35 (Standort) | Ehemaliges Gasthaus zur Sonne       | zweigeschossiger Walmdachbau über hohem Kellergeschoss, 18. Jahrhundert       | D-7-73-117-18 Wikidata | BW             |
| Diemantstein 38 (Standort) | Ehemalige Vorburg des Schlosses     | Wohnbau mit Walmdach, Wirtschaftsbauten, im Kern 17. Jahrhundert              | D-7-73-117-15 Wikidata | BW             |
| Diemantstein 42 (Standort) | Ehemaliges Pfarrhaus                | zweigeschossiger Satteldachbau, 18. Jahrhundert                               | D-7-73-117-16 Wikidata | BW             |
| Diemantstein 42 (Standort) | Katholische Pfarrkirche St. Ottilia | einschiffiger Bau, 1761 errichtet, 1876 erweitert, Turm 1963; mit Ausstattung | D-7-73-117-14 Wikidata | weitere Bilder |
| Diemantstein 75 (Standort) | Ehemaliger Zehentstadel             | Walmdachbau, 18. Jahrhundert                                                  | D-7-73-117-19          | BW             |

### Fronhofen
| Lage                                               | Objekt                              | Beschreibung | Akten-Nr.              | Bild            |
| -------------------------------------------------- | ----------------------------------- | --- | ---------------------- | --------------- |
| Fronhofen 26 (Standort)                            | Katholische Marienkapelle           | flachgedeckter Saalbau mit eingezogenem, halbrund geschlossenem Chor, 1863, mit freistehendem, campanileartigem Turm 1948; mit Ausstattung. | D-7-73-117-23 Wikidata | BW              |
| Michelsberg, südöstlich der Pfarrkirche (Standort) | Kapelle zum Gegeißelten Heiland     | um 1750; mit Ausstattung | D-7-73-117-21 Wikidata | BW              |
| Am Weg zum Michelsberg (Standort)                  | Kreuzweganlage                      | um 1870/80, 14 gemauerte Stationshäuschen mit Reliefs; drei Kreuze, Christus und die Schächer, Zinkguss. | D-7-73-117-22 Wikidata | BW              |
| Michelsberg 1 (Standort)                           | Katholische Pfarrkirche St. Michael | flachgedeckter Saalbau mit eingezogenem, pilastergegliedertem Rechteckchor unter Kreuzgratgewölbe, 14./15. Jahrhundert, Umbau durch Anton Alberthal 1684, Turm und Sakristei um 1745; mit Ausstattung; Friedhofsmauer; Reste einer vorgeschichtlichen Steinmauer am Abhang. | D-7-73-117-20          | weitere Bilder  |
| Schloßberg (Standort)                              | Ruine Hohenberg                     | Reste des Bergfrieds und einer Ringmauer, mittelalterlich | D-7-73-117-26 Wikidata | Ruine Hohenberg |

### Gaishardt
| Lage                    | Objekt                                        | Beschreibung                                                                     | Akten-Nr.     | Bild           |
| ----------------------- | --------------------------------------------- | -------------------------------------------------------------------------------- | ------------- | -------------- |
| Gaishardt 27 (Standort) | Katholische Filialkirche St. Vitus und Rochus | einschiffiger Saal des 13. Jahrhunderts; Chor und Turm um 1450; mit Ausstattung. | D-7-73-117-27 | weitere Bilder |

### Göllingen
| Lage                      | Objekt    | Beschreibung           | Akten-Nr.              | Bild |
| ------------------------- | --------- | ---------------------- | ---------------------- | ---- |
| bei Haus Nr. 6 (Standort) | Bildstock | Anfang 18. Jahrhundert | D-7-73-117-28 Wikidata | BW   |

### Hochstein
| Lage                                                       | Objekt                            | Beschreibung                                                                                  | Akten-Nr.              | Bild           |
| ---------------------------------------------------------- | --------------------------------- | --------------------------------------------------------------------------------------------- | ---------------------- | -------------- |
| Hochstein 48 (Standort)                                    | Katholische Kapelle St. Margareth | schlichter Bau mit Dachreiter auf ehemaligem Burgstall, Ende 17. Jahrhundert; mit Ausstattung | D-7-73-117-30 Wikidata | weitere Bilder |
| Hochstein 80, an der Straße Warnhofen-Bissingen (Standort) | Bildstock                         | Ende 17. Jahrhundert                                                                          | D-7-73-117-31          | BW             |

### Hohenburgermühle
| Lage                          | Objekt            | Beschreibung | Akten-Nr.              | Bild |
| ----------------------------- | ----------------- | --- | ---------------------- | ---- |
| Hohenburgermühle 1 (Standort) | Hohenburger Mühle | U-förmige Anlage, bestehend aus: Wohnhaus und Mühle, dreigeschossig mit Satteldach, 1890 errichtet und 1921 erhöht; mit technischer Ausstattung; Sägmühle, 1870; Ökonomiegebäude, 1890. | D-7-73-117-49 Wikidata | BW   |

### Kesselostheim
| Lage                        | Objekt     | Beschreibung                                                       | Akten-Nr.              | Bild |
| --------------------------- | ---------- | ------------------------------------------------------------------ | ---------------------- | ---- |
| Kesselostheim 19 (Standort) | Bauernhaus | eingeschossiger Satteldachbau mit Muschelnische im Giebel, um 1700 | D-7-73-117-32 Wikidata | BW   |

### Kömertshof
| Lage                    | Objekt                                         | Beschreibung | Akten-Nr.              | Bild |
| ----------------------- | ---------------------------------------------- | --- | ---------------------- | ---- |
| Kömertshof 7 (Standort) | Ehemaliger Oettingen-Wallerstein’scher Gutshof | stattlicher zweigeschossiger Satteldachbau, frühes 18. Jahrhundert; Nebengebäude mit Schopfwalmdach, im Kern wohl 18. Jahrhundert, im 20. Jahrhundert verändert. | D-7-73-117-45 Wikidata | BW   |

### Neutenmühle
| Lage                            | Objekt    | Beschreibung         | Akten-Nr.     | Bild |
| ------------------------------- | --------- | -------------------- | ------------- | ---- |
| Höchstädter Straße 2 (Standort) | Bildstock | wohl 18. Jahrhundert | D-7-73-117-52 | BW   |

### Oberliezheim
| Lage                       | Objekt                                | Beschreibung | Akten-Nr.              | Bild                  |
| -------------------------- | ------------------------------------- | --- | ---------------------- | --------------------- |
| Oberliezheim 11 (Standort) | Ehemaliges Pfarrhaus                  | zweigeschossiger Satteldachbau mit Eckrustika, 18. Jahrhundert                                                                      | D-7-73-117-34 Wikidata | Ehemaliges Pfarrhaus  |
| Oberliezheim 15 (Standort) | Katholische Filialkirche St. Leonhard | flachgedeckter Saalbau mit eingezogenem, halbrund geschlossenem Chor, 1779/80 von Johann Georg Hitzelberger erbaut; mit Ausstattung | D-7-73-117-33          | weitere Bilder        |
| Oberliezheim 31 (Standort) | Ehemaliges Bauernhaus                 | Mittelstallbau mit Satteldach über hohem Sockelgeschoss, Fachwerk verputzt, wohl 17./18. Jahrhundert.                               | D-7-73-117-35 Wikidata | Ehemaliges Bauernhaus |

### Oberringingen
| Lage                        | Objekt                | Beschreibung                                                                             | Akten-Nr.              | Bild |
| --------------------------- | --------------------- | ---------------------------------------------------------------------------------------- | ---------------------- | ---- |
| Oberringingen 30 (Standort) | Ehemaliges Bauernhaus | Wohnbereich eines ehemaligen Wohnstallbaus, eingeschossiger Satteldachbau, wohl um 1800. | D-7-73-117-36 Wikidata | BW   |

### Stillnau
| Lage                                      | Objekt                            | Beschreibung | Akten-Nr.              | Bild           |
| ----------------------------------------- | --------------------------------- | --- | ---------------------- | -------------- |
| östlich der Kirche am Waldrand (Standort) | Grenzsteine                       | Markierung der Grenze zwischen der Grafschaft Oettingen und dem Kloster Deggingen durch nummerierte Steine, 18. Jahrhundert.                                       | D-7-73-117-39 Wikidata | BW             |
| Stillnau 13 (Standort)                    | Ehemaliges Pfarrhaus              | zweigeschossiger Walmdachbau, 1828 | D-7-73-117-38 Wikidata | weitere Bilder |
| Stillnau 54 (Standort)                    | Katholische Pfarrkirche St. Alban | einschiffiger Bau mit Stichkappentonne und eingezogenem Chor, 1669–1672 von Georg Danner; mit Ausstattung; Friedhofsmauer mit korbbogigem Portal, 17. Jahrhundert. | D-7-73-117-37          | weitere Bilder |

### Unterbissingen
| Lage                         | Objekt                              | Beschreibung | Akten-Nr.              | Bild |
| ---------------------------- | ----------------------------------- | --- | ---------------------- | ---- |
| Unterbissingen 71 (Standort) | Katholische Filialkirche St. Ulrich | einschiffiger Bau mit Flachdecke und gerade geschlossener Altarnische, 13. Jahrhundert, im 14./15. Jahrhundert erweitert; mit Ausstattung | D-7-73-117-41 Wikidata | BW   |

### Unterringingen
| Lage                         | Objekt                                             | Beschreibung | Akten-Nr.              | Bild           |
| ---------------------------- | -------------------------------------------------- | --- | ---------------------- | -------------- |
| Unterringingen 45 (Standort) | Evangelisch-lutherische Pfarrkirche St. Laurentius | einschiffige Chorturmkirche, Saalbau mit Flachdecke und eingezogenem Rechteckchor unter Kreuzgratgewölbe, Turm und Langhaus wohl 14./15. Jahrhundert, Langhauserweiterung 18. Jahrhundert; mit Ausstattung; Friedhofsmauer, vormals befestigt, mit Rundbogentor, mittelalterlich. | D-7-73-117-42 Wikidata | weitere Bilder |
| Unterringingen 55 (Standort) | Pfarrhaus                                          | erdgeschossiger Satteldachbau, 1769, erneuert; mit Stadel. | D-7-73-117-43          | BW             |

### Zoltingen
| Lage                    | Objekt                     | Beschreibung                                           | Akten-Nr.     | Bild |
| ----------------------- | -------------------------- | ------------------------------------------------------ | ------------- | ---- |
| Zoltingen 34 (Standort) | Ehemaliges Kleinbauernhaus | erdgeschossiger Satteldachbau, frühes 19. Jahrhundert. | D-7-73-117-46 | BW   |

## Abgegangene Baudenkmäler
In diesem Abschnitt sind Objekte aufgeführt, die früher einmal in der Denkmalliste eingetragen waren, jetzt aber nicht mehr existieren, z. B. weil sie abgebrochen wurden. Aktennummern in diesem Abschnitt sind ehemalige, jetzt nicht mehr gültige Aktennummern.

| Lage                                    | Objekt              | Beschreibung                                                               | Akten-Nr.              | Bild                |
| --------------------------------------- | ------------------- | -------------------------------------------------------------------------- | ---------------------- | ------------------- |
| Oberliezheim Oberliezheim 27 (Standort) | Ehemaliges Gasthaus | zweigeschossiger Satteldachbau, im Kern 18. Jahrhundert, später verändert. | D-7-73-117-48 Wikidata | Ehemaliges Gasthaus |